# Icterus graduacauda
Icterus graduacauda là một loài chim trong họ Icteridae.